# Droga N989 (Holandia)
Droga prowincjonalna N989 (nid. Provinciale weg 989) – droga prowincjonalna w Holandii, w prowincji Groningen. Łączy drogę prowincjonalną N33 w Laskwerd z miastem Appingedam.
N991 to droga jednopasmowa o maksymalnej dopuszczalnej prędkości 80 km/h na obszarze niezabudowanym i 60 km/h w mieście Appingedam. Droga nosi nazwę Woldweg.
Po otwarciu drogi prowincjonalnej N33 ruch na N991 znacznie się zmniejszył. Budowa obwodnicy wokół miasta Appingedam była częścią projektu mającego na celu wybudowanie drogi N33.